# Yella (filme)
Yella é um filme de suspense psicológico alemão de 2007, escrito e dirigido por Christian Petzold e estrelado por Nina Hoss. O filme é um remake não oficial do filme americano de 1962, Carnival of Souls. Yella estreou no 57º Festival Internacional de Cinema de Berlim, onde Hoss ganhou o prêmio Urso de Prata de Melhor Atriz.

## Enredo
Após a separação do marido, Yella Fichte (Nina Hoss) planeja deixar Wittenberge para um novo emprego em contabilidade em Hannover. Seu marido, Ben (Hinnerk Schönemann), insiste em levá-la até a estação de trem. Ela concorda com relutância. Quando ela se recusa a voltar para ele, ele se torna abusivo e não a deixa sair do carro. Ele atravessa uma ponte que dá para o rio. Os dois escapam do acidente, mas Yella o deixa inconsciente na costa e pega o trem.
Em sua chegada, ela é abordada por Philipp (Devid Striesow), um empresário, sobre se tornar seu assistente. Ela não dá uma resposta firme. No dia seguinte, ela descobre que o homem que a contratou não trabalha mais para a empresa. O homem a convence a roubar uma carteira do escritório para ele, mas a recompensa fazendo um passe grosseiro que ela rejeita.
Ela planeja voltar a Wittenberge no dia seguinte e adormece com a porta aberta. Philipp entra, a acorda e renova sua oferta. Ela aceita. Ele a envolve em uma série de esquemas antiéticos de obtenção de dinheiro, usando evidências de improbidade para enganar os concorrentes. Philipp testa sua lealdade pedindo-lhe para fazer vários depósitos no total de € 75.000, mas na verdade lhe dá € 100.000. Ela planeja manter a diferença para subornar Ben para ficar longe, mas Philipp a pega. Ela explica sua situação e ele a perdoa.
Em ocasiões separadas, Ben tenta sequestrá-la e tenta negociar com ela para voltar para ele. Em vez disso, seus gestos abusivos a colocam nos braços de Philipp. Philipp perde o emprego devido a suas práticas antiéticas. Ele diz a Yella que seus golpes foram destinados a arrecadar dinheiro para iniciar uma nova empresa, mas ele está com pouco € 200.000. Yella chantageia uma de suas vítimas anteriores pelos fundos adicionais. Enquanto esperam o homem entregar o dinheiro para eles, Yella tem uma visão estranha dele. Quando ele não chega como o esperado, ela é obrigada a procurá-lo.
Na casa do homem, sua esposa ajuda Yella. Eles o encontram de bruços em uma lagoa do quintal. Philipp chega e ajuda a tirar o corpo da água. Ele acredita que as ameaças de Yella o levaram ao suicídio. A polícia está envolvida e Yella é presa. Quando ela é levada para a cadeia, ela se vê de volta ao carro de Ben, saindo da ponte.
A polícia de Wittenberge puxa o carro de Ben da água e encontra os corpos de Yella e Ben dentro.

## Elenco
- Nina Hoss - Yella Fichte
- Devid Striesow - Philipp
- Hinnerk Schönemann - Ben
- Burghart Klaußner - Dr. Gunthen
- Barbara Auer - Barbara Gunthen
- Christian Redl  - pai de Yella
- Selin Barbara Petzold - filha do Dr. Gunthen
- Wanja Mues - Sprenger

## Lançamento

### Mídia doméstica
Yella foi lançado em DVD pela Artificial Eye em 28 de janeiro de 2008. Mais tarde, foi lançado pelo Cinema Guild em 31 de março de 2009.

## Recepção
No agregador de críticas Rotten Tomatoes, Yella possui uma classificação de aprovação de 81%, com base em 53 avaliações, e uma classificação média de 6.57/10. O consenso diz: "Frio e assustador, a atmosfera de Yella fica sob a pele".
Roger Ebert elogiou o filme com 3,5 de 4 estrelas, afirmando: "O escritor e diretor, Christian Petzold, usa em grande parte um estilo visual simples e direto, exceto os cortes nas árvores ao vento sempre que ouvíamos as duras críticas. choro de pássaro. Ele confia em sua história e personagens. E ele confia em nós para seguir os negócios e ficar absorvido pela intriga. Eu fiz." Ebert também elogiou os protagonistas masculinos Striesow e Schoenemann, chamando as semelhanças das presenças físicas de ambos os personagens como sendo "inquietantes". Stephen Holden, do The New York Times fez uma crítica positiva ao filme, elogiando o simbolismo, a atmosfera e a performance de Hoss, escrevendo, "Yella é o tipo de filme que atormenta a mente com possibilidades sem resolver o enigma". A Time Out premiou o filme com quatro de cinco estrelas, chamando-o de "um thriller habilmente criado que oferece uma visão pessimista, embora profundamente gratificante, de uma sociedade ser assombrada por seu próprio passado". Walter Addiego, do San Francisco Chronicle, elogiou a atmosfera do filme, a direção de Petzold e a performance de Hoss. Peter Bradshaw, do The Guardian, classificou o filme em quatro das cinco estrelas, chamando-o de "requintadamente frígido, ameaçador e inquietante, com um enredo que o mantém desequilibrado, marcado apenas por um desdém ligeiramente discreto".